# ГЕС Поурнарі
ГЕС Поурнарі — гідроелектростанція у Греції на річці Арахтос (північно-західна частина країни, історична область Епір).
Гребля станції, завершена спорудженням у 1981 році, знаходиться за 3 км на північний схід від міста Арта. Це земляна піщано-гравійна споруда із глиняним ядром. Її висота 88 (від основи — 107) метрів, довжина 580 метрів, а максимальна товщина 453 метри, що потребувало при спорудженні 9 млн м3 матеріалу. Створене греблею водосховище має площу поверхні до 21 км2 та максимальний об'єм 865 млн м3.
Машинний зал ГЕС обладнаний трьома турбінами типу Френсіс потужністю по 100 МВт, що в умовах грецького клімату з посушливим літнім періодом забезпечує виробництво лише 261 млн кВт·год на рік. Виробництво електроенергії можливе при коливанні рівня водосховища між позначками 100 та 120 метрів над рівнем моря.
Окрім виробництва електроенергії, гребля Поурнарі відіграє важливу роль в іригації, забезпечуючи зрошення 150 тисяч гектарів.
У 1997 році за 2,5 км нижче за течією Арахтоса спорудили другу невелику греблю та гідроелектростанцію Pournari II. Земляна гребля висотою 15 метрів, яка утворила водосховище з об'ємом всього 4,5 млн м3, забезпечує іригаційні потреби долини Арта, а також виробітку електроенергії в обсязі 45 млн кВт·год на рік.